# کیک تولد

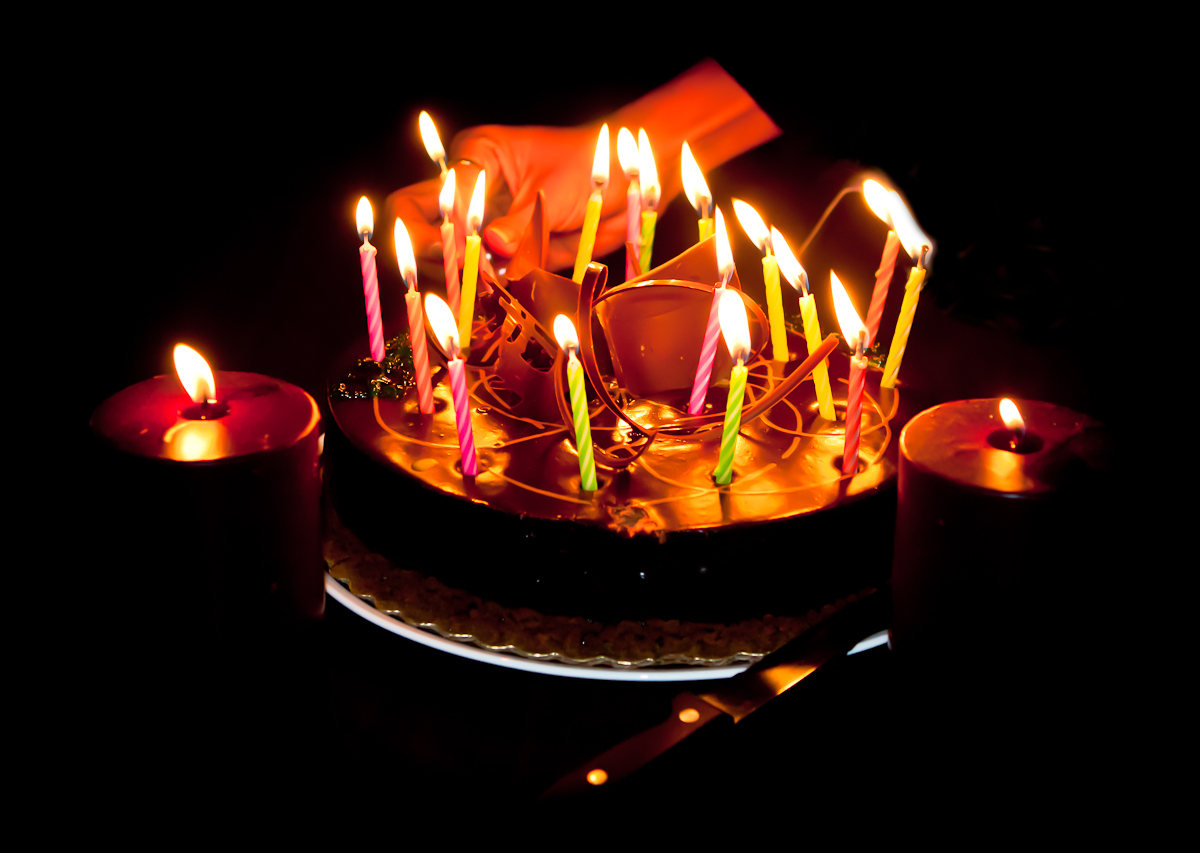
کیک تولد

سنت جشن تولد یک فرد با کیک تولد و شمع روشن بر روی آن در آلمان و از قرن هجدهم نشأت گرفته‌است. این کیک از اواسط قرن نوزدهم بخشی جدایی‌ناپذیر از مراسم جشن تولد در کشورهای پروتستان را تشکیل می‌داده‌است و بتدریج این رسم در فرهنگ غرب نیز رایج شده‌است.